# Filippine ai Giochi della XIV Olimpiade
Le Filippine parteciparono ai Giochi della XIV Olimpiade, svoltisi a Londra, dal 20 luglio al 14 agosto 1948,  
con una delegazione di 26 atleti impegnati in 8 discipline,
senza aggiudicarsi medaglie.

## Risultati

### Pallacanestro
| Atleta | Classifica |
| --- | ---------- |
| V · D · M Nazionale filippina - Pallacanestro ai Giochi della XIV Olimpiade 3 F. Fajardo · 4 dela Cruz · 5 Campos · 6 Fulgencio · 7 Mumar · 8 Martínez · 9 Vestil · 10 Decena · 11 G. Fajardo · 12 Araneta · All. Dionisio Calvo | 12°        |
| Nazionale filippina - Pallacanestro ai Giochi della XIV Olimpiade |            |
| 3 F. Fajardo · 4 dela Cruz · 5 Campos · 6 Fulgencio · 7 Mumar · 8 Martínez · 9 Vestil · 10 Decena · 11 G. Fajardo · 12 Araneta · All. Dionisio Calvo                                                                             |            |